# Adrianus Johannes Simonis

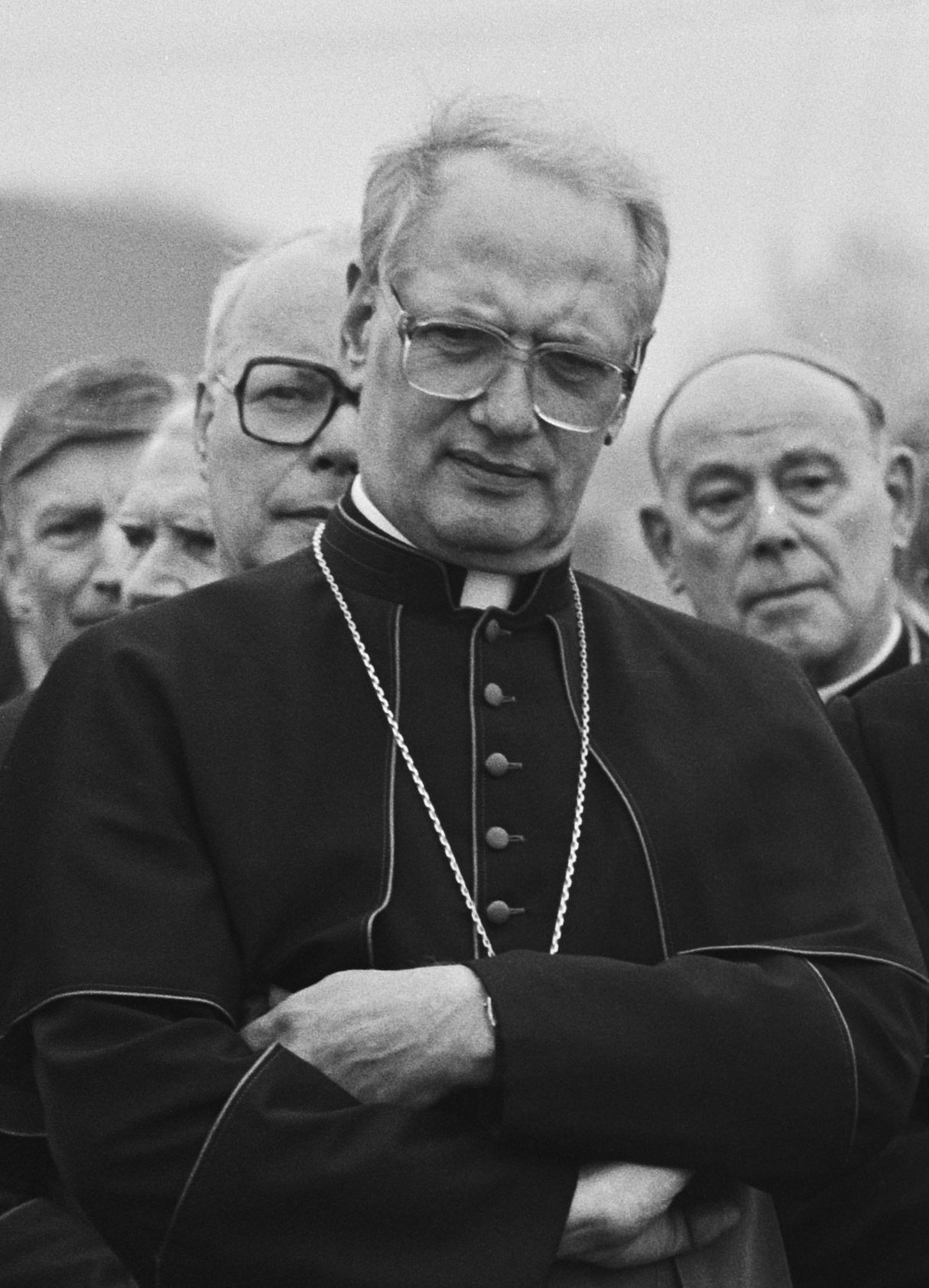
Adrianus Simonis als Erzbischof von Utrecht (1985)

Kardinalswappen

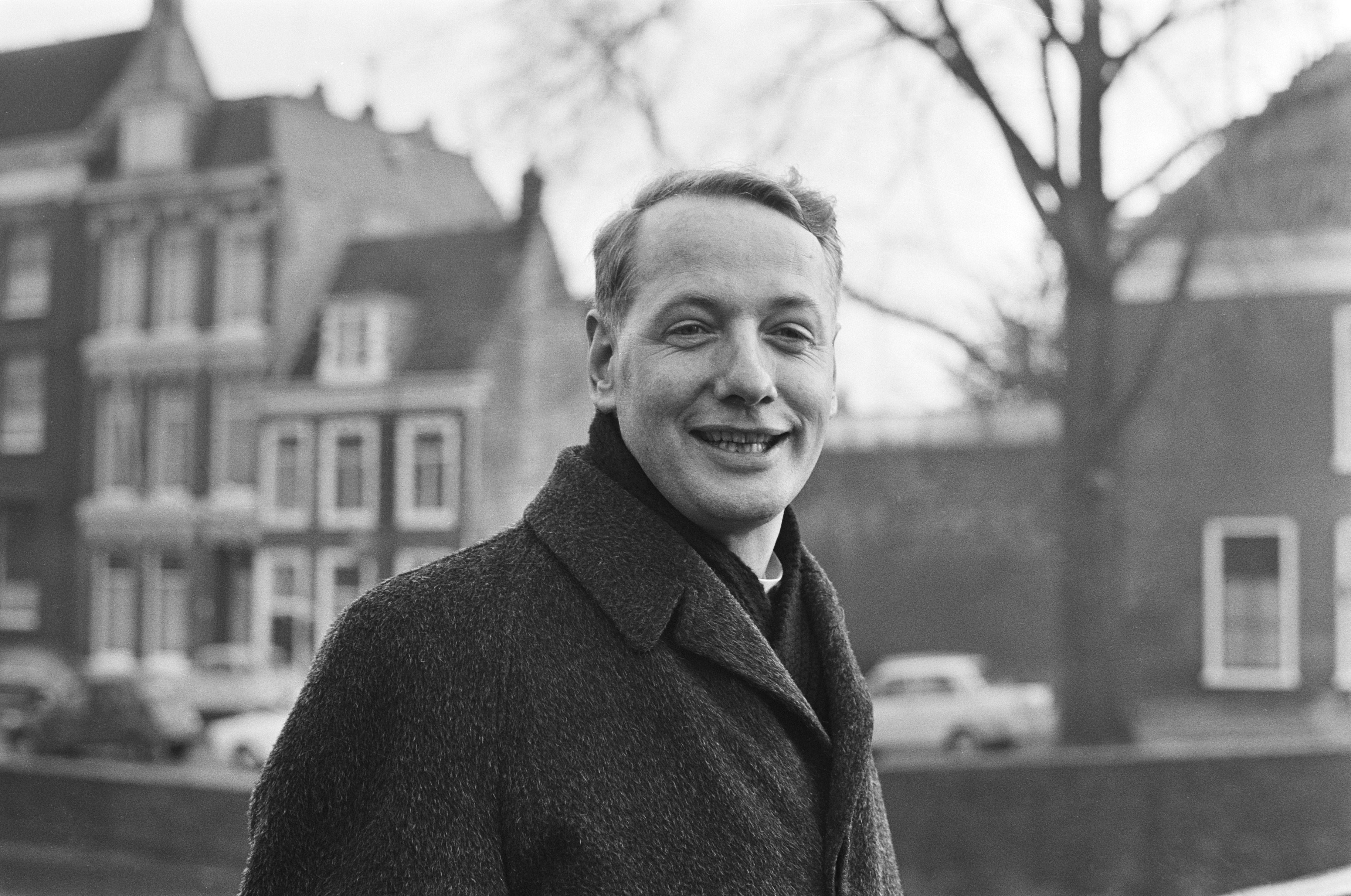
Bischof Simonis (1971)

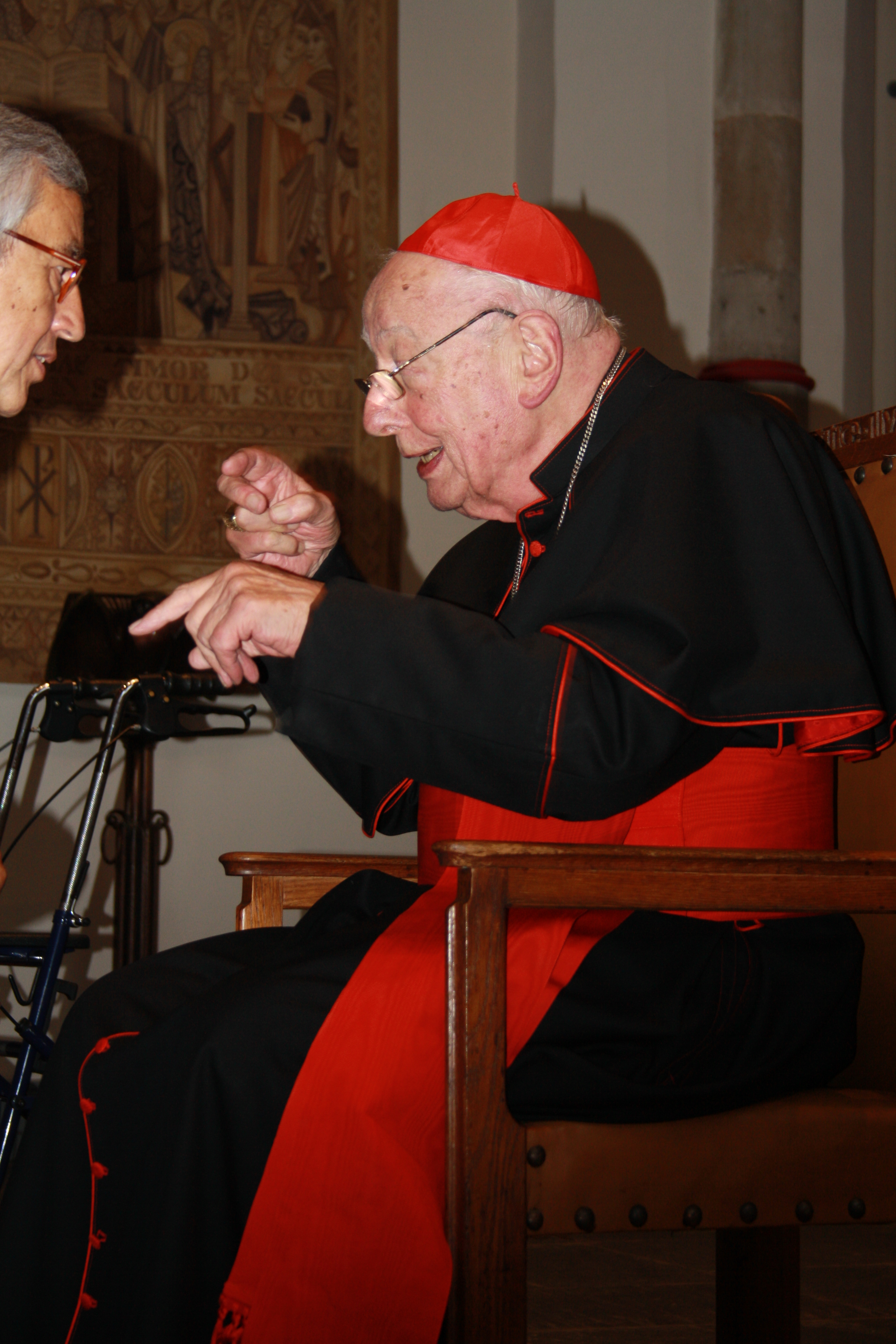
Kardinal Simonis (2017)

Adrianus Johannes Kardinal Simonis (* 26. November 1931 in Lisse; † 2. September 2020 in Sassenheim) war ein niederländischer Geistlicher und römisch-katholischer Erzbischof von Utrecht.

## Leben
Adrianus Johannes Simonis war das älteste von elf Kindern eines Zahnarztes. Er studierte in Hageveld und Warmond die Fächer Katholische Theologie und Philosophie. Am 15. Juni 1957 empfing er das Sakrament der Priesterweihe und wirkte anschließend als Seelsorger in zwei Pfarreien. Von 1966 bis 1969 absolvierte er ein Aufbaustudium im Fach Exegese des Neuen Testamentes am Päpstlichen Bibelinstitut in Rom. Er wurde mit einer Dissertation zum Gleichnis vom Guten Hirten promoviert.
Am 29. Dezember 1970 ernannte ihn Papst Paul VI. zum Bischof von Rotterdam. Die Bischofsweihe spendete ihm am 20. März 1971 Martinus Jansen, sein Vorgänger im Bischofsamt; Mitkonsekratoren waren Pieter Jan Antoon Moors, emeritierter Bischof von Roermond, und Johannes Bluyssen, Bischof von ’s-Hertogenbosch. Sein Wahlspruch lautete “Ut cognoscant te” (deutsch: „Damit sie dich erkennen“) und ist dem Johannesevangelium entnommen (Joh 17,3 ).
Am 27. Juni 1983 wurde Simonis zunächst Koadjutorerzbischof und noch im selben Jahr, am 3. Dezember, Erzbischof von Utrecht. Für Empörung sorgte, dass der Papst mit der in der katholischen Kirche der Niederlande üblichen Gepflogenheit brach, vor der Ernennung eines Bischofs das Domkapitel zu konsultieren. Simonis leitete mehr als zwanzig Jahre die Niederländische Bischofskonferenz. Am 25. Mai 1985 nahm ihn Papst Johannes Paul II. als Kardinalpriester mit der Titelkirche San Clemente in das Kardinalskollegium auf.
Kardinal Simonis war Teilnehmer am Konklave 2005, in dem Benedikt XVI. gewählt wurde. Dieser nahm am 14. April 2007 das Rücktrittsgesuch an, welches Simonis wegen Erreichens der Altersgrenze eingereicht hatte. Bis zur Inthronisation seines am 11. Dezember 2007 ernannten Nachfolgers Willem Jacobus Eijk leitete er das Erzbistum als Apostolischer Administrator weiter.
Simonis galt als konservativer Kritiker des Neuerungskurses, den die katholische Kirche in den Niederlanden in Folge des Pastoralkonzils (Pastoraal Concilie van de Nederlandse Kerkprovincie, 1966–1970) einschlug, um die Beschlüsse des Zweiten Vatikanischen Konzils umzusetzen. Seine Ernennung zum Erzbischof und die Erhebung in den Kardinalsrang durch Papst Johannes Paul II. werden als Maßnahmen gesehen, mit denen die niederländische Kirche nach den Liberalisierungen der 1970er-Jahre auf einen romtreuen Kurs zurückgeführt werden sollte.
2013 erfolgte die Aufnahme von Bischof Simonis in die Bruderschaft von Santa Maria dell’Anima („Animabruderschaft“). Er wurde mit dem Rittergroßkreuz des Ordens von Oranien-Nassau und dem Orden vom Niederländischen Löwen (Ritter) ausgezeichnet.